# Bundesstraße 72
Die Bundesstraße 72 (Abkürzung: B 72) – im Volksmund der Region auch als „Ostfriesen-Highway“ bezeichnet – ist eine deutsche Bundesstraße. Sie verläuft durch Niedersachsen von der Nordseeküste bei Norddeich bis nach Emstek zur Anschlussstelle Cloppenburg der Bundesautobahn 1.

## Verlauf
Die Bundesstraße 72 beginnt als normale Landstraße unmittelbar im Norddeicher Hafen an den Zufahrtsrampen der Inselfähren nach Norderney neben dem Fernbahnsteig Norddeich Mole der Deutschen Bahn. Aus diesem Überschwemmungsgebiet der Nordsee kommend überwindet sie zunächst deren Deich. Gleich dahinter führt eine Abfahrt auf die Inselparkplätze. Anschließend umgeht sie anbaufrei die Stadt Norden sowie wenig später Marienhafe. Von Georgsheil bis Aurich verläuft sie auf gemeinsamer Trasse mit der Bundesstraße 210, ebenso zwischen Bagband und Hesel mit der Bundesstraße 436. In diesen Bereichen wird sie als normale Landstraße mit Ortsdurchfahrten geführt. Dennoch ist der erstere Abschnitt derjenige mit der höchsten Verkehrsbelastung im Verlauf der Bundesstraße.

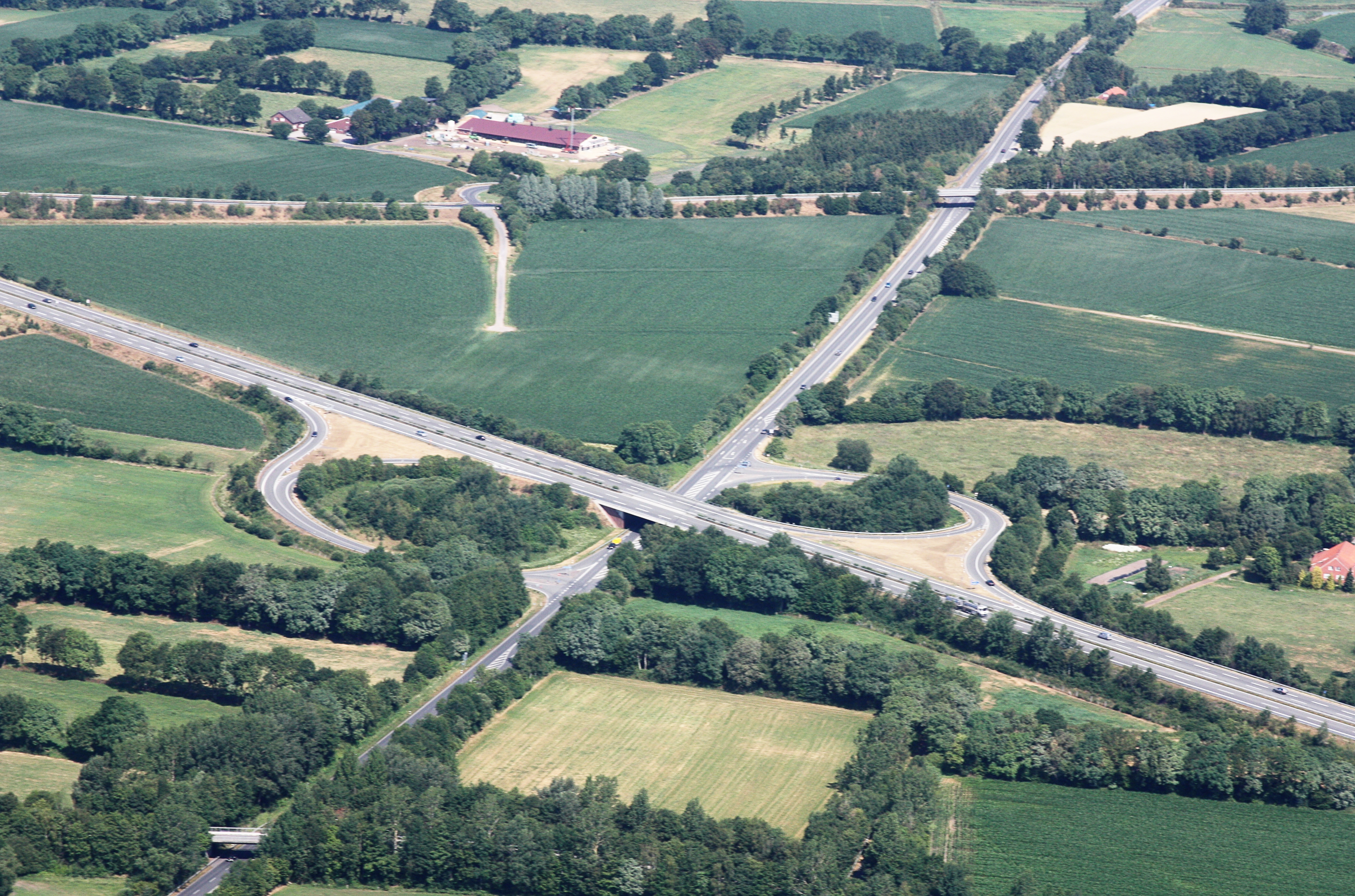
Anschlussstelle Filsum der Bundesautobahn 28

Ab der Anschlussstelle Filsum der A 28 fungiert sie erstmals als Kraftfahrstraße im 2+1-System, bei dem die Fahrtrichtungen im Wechsel für ca. 1,5 km zwei Fahrstreifen besitzen, während die andere Richtung nur einstreifig verläuft. Von Friesoythe bis Varrelbusch verläuft sie als normale Landstraße, von dort bis kurz vor der Auffahrt auf die Europastraße 233 wiederum im 2+1-System. Auf der Europastraße umgeht sie Cloppenburg als Kraftfahrstraße und vierstreifige Gelbe Autobahn, um anschließend bis zu ihrem Ende an der Anschlussstelle Cloppenburg der Bundesautobahn 1 in Emstek abermals auf das 2+1-System überzugehen.

## Geschichte
Vor dem Bau der Bundesautobahnen im Nordwesten Niedersachsens (um 1970 war erst die Bundesautobahn 1 fertiggestellt) begann die Bundesstraße 72 in Schneiderkrug, wo sie von der Bundesstraße 69 (Vechta – Oldenburg, Vorgängerin der Bundesautobahn 29) abzweigte. Der Abschnitt zwischen Schneiderkrug und der Anschlussstelle Cloppenburg der A 1 ist heute der B 69 zugeordnet.
Anders als heute gab es bis 1968 im Verlauf der B 72 keine Umgehungsstraßen, so dass die Bundesstraße Ortsdurchfahrten durch Emstek, Cloppenburg, Friesoythe, die Ortschaften des Saterlandes sowie Potshausen, Stickhausen und Filsum besaß. Ursprünglich endete die B 72 in Georgsheil, da der heutige Abschnitt der B 72 bis Norddeich der Bundesstraße 70 zugeordnet war.
1968 wurde die erste Umgehungsstraße im Zuge der Bundesstraße 72 fertiggestellt, und zwar die Friesoyther Ortsumgehung. Die Emstek umfahrende Strecke zwischen der Bundesautobahn 1 und Cloppenburg-Bethen besaß anfangs (wie alle Umgehungsstraßen im Zuge der B 72 in ihren Anfangsjahren) in jeder Fahrtrichtung nur einen Fahrstreifen, allerdings war die zulässige Höchstgeschwindigkeit auf 120 km/h heraufgesetzt, was in Deutschland recht selten war. Da es aber besonders im Bereich der langgezogenen Kurve zwischen Emstek-Ost und Emstek-West schwere Unfälle gab, wurde dies bald widerrufen und sogar ein Überholverbot erlassen. Vom Sommer des Jahres 2006 bis zum Frühjahr 2007 wurde der Streckenabschnitt zwischen Emstek und Cloppenburg umgebaut.
Der 1972 veröffentlichte Plan, die Bundesstraße 72 über Schneiderkrug hinaus bis nach Sulingen zu verlängern, ist vor allem wegen der damit verbundenen Streckenführung (große Moorflächen wären dabei durchschnitten worden) bereits 1976 wieder aufgegeben worden.
Bis zum 7. Juli 2009 führte die Bundesstraße 72 durch die Innenstadt von Norden und deren Stadtteil Norddeich, die sie nunmehr auf einer anbaufreien Route umfährt.
Seit November 2011 wurde die Verkehrsführung zwischen Varrelbusch bis kurz vor der Auffahrt zur Europastraße 233 auf das 2+1-System erweitert.

## Planungen

### Veränderungen im Raum Aurich und Südbrookmerland

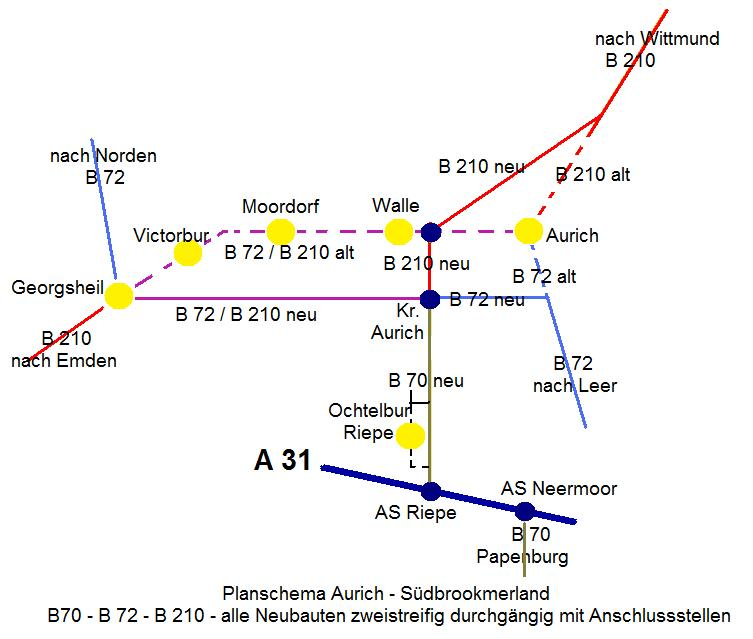
B70, B 72 und B 210 Planschema

In diesem Abschnitt verläuft die B 72 auf einer gemeinsamen Trasse mit der B 210.
Der vom Bundeskabinett verabschiedete aktuelle Bundesverkehrswegeplan sieht folgende Änderungen vor:
- Südumgehung der B 72 sowie Nordumgehung der B 210 für Aurich. Zusammen stellen diese Umgehungen einen Süd-West-Nord Dreiviertelring um die Stadt dar, der die drei ein- und ausfallenden Äste beider Bundesstraßen verbindet.
- Ortsumgehung Südbrookmerland: Vermutlich wird diese kombiniert mit der Ortsumgehung Aurich. Es gäbe dann also keinen Rückfall auf die alte Trasse zwischen diesen beiden Orten. In den angedachten Varianten wird die Umgehung am Verkehrsknotenpunkt Georgsheil auf die jetzige Straßenführung zurückfallen.
- Anbindung an die A 31: Obige kombinierte Umgehung erhält zudem einen leistungsfähigen Direktanschluss an die A 31 zur Anschlussstelle Riepe. Diese wird als neue Bundesstraße 70 deren frühere Streckenführung nach Ostfriesland ersetzen.

Für den Abschnitt von der A 31 bis zur Zufahrt zum Enercon-Werk an der B 210 im nördlichen Aurich ist das 2+1-System vorgesehen. Die Anbindungen an das bestehende Straßennetz erfolgt weitgehend mit autobahnähnlichen Anschlussstellen. Das Gesamtprojekt wird bei der Niedersächsischen Landesbehörde für Straßenbau und Verkehr unter dem Arbeitstitel Bundesstraße 210 neu geführt.

### Ausbau zwischen AS Filsum der A28 und AS Cloppenburg der A1
In diesem Abschnitt sind einige Abschnitte derzeit im 2+1-System geführt. Bis zur Europastraße 233 soll dies langfristig durchgängig erfolgen. Brückenverbreiterungsarbeiten sind im Gange. Die anschließende Europastraße soll bis zur A 1 durchgängig vierstreifige Gelbe Autobahn werden.